# 서울세륜초등학교
서울세륜초등학교(서울世輪初等學校)는 대한민국 서울특별시 송파구에 있는 공립 초등학교이다.

## 학교 연혁
- 1988.09. 제24회 올림픽 시설물 활용 후 학교 시설물로 개수 공사
- 1988.12. 초대 김재봉 교장 부임
- 1988.12. 서울세륜초등학교 설립 인가
- 1989.04.19. 개교(35학급 2,230명)
- 1990.02. 제1회 졸업식(413명)
- 1994.09. 제2대 주강식 교장부임
- 1995.09. 학교 급식실 개관
- 1996.03. 서울세륜초등학교로 개칭

## 학교 동문
진

## 참고 자료
- 서울세륜초등학교 - 한국교육학술정보원 학교알리미